# 吉林副都統

吉林副都统辖区在吉林将军辖区的位置（1820年）

吉林副都统是清朝在今吉林省吉林市设立的正二品副都统官职。为吉林将军的副手。

## 历史
顺治十八年，于吉林设立吉林水师营，用流人充当水手，设水师营总管一员，领催十二员，水手二百五十余丁。康熙三年，增添水手二百名。
康熙十年（1671）设立。移宁古塔副都统一员，佐领、骁骑校各十一员，兵丁七百名，驻吉林乌拉街。并增设协领八员、佐领、防御、骁骑校各十二员，兵丁六百名。
康熙十五年（1676），宁古塔将军移驻吉林乌拉（今吉林市）。增设副都统一员，共计两员副都统，与吉林将军同驻一城。康熙三十一年（1692年），吉林副都统移驻伯都纳（伯都訥副都統，驻地今吉林扶余市）。雍正三年（1725年）复设吉林副都统。乾隆四年（1739年），吉林乌拉城驻防兵丁3320名。
宣统元年裁撤。